# Akentas
Le village d'Akentas est situé dans la commune de Feraoun, Wilaya de Béjaïa en Algérie.

## Superficie
Il est l'un des plus grands villages de la commune de Feraoun en termes de surface et de nombres d'habitants. Dans ce village se côtoient d’anciennes habitations (thadarth thakdimt) et de nombreuses maisons plus récentes, qui donnent un aspect plus hétéroclite à l’ensemble du village. 

## Infrastructures
L’intérêt particulier du site est le sommet de lamrouj avec un barrage agricole, séparés par des vergers. Par contre, la structure urbaine en fond de village est assez disparate, peu cohérente, avec deux collèges primaire (awni wesswel et akhnak). 

## Démographie
Il y a plus de 5 000 habitants dont le plus âgé des hommes, lhadj dowadi, dépasse les 99 ans, et la plus âgée des femmes, haroun, dépasse 104 ans. 

## Topographie
Le paysage est enclavé entre plusieurs crêtes à pente douce, et est essentiellement formé de prairies et de quelques champs de culture séparés par des haies vives. Un bois forme la limite des crêtes et de leurs dépressions au Nord du village (meghendas). Particulièrement en ce mois de printemps, l'attention est braquée sur un village. 
Akentas est parmi les villages les plus hauts en de Kabylie avec 1 000 mètres, où se trouvent des symboles archéologiques, historiques, identitaires et culturels.
Géographiquement, on peut voir vers le nord du village toute la région d'El-Kseur, Idjissen, Adrar Ibarissen et Gouraya maritime (qui signifie en langue vandale de Scandinavie « le petit mont »). L’ouest est perché sur les hauteurs d'At Djellil, et un peu plus loin se trouvent Tuqval, Akfadou... Puis, le mont Mghendas se dresse sur le versant sud. Et Takintoucht (Taqintuct) situé à Bouandas wilaya de Sétif est à l'est.

## Sites Touristiques et reserves naturelles du village Akentas
« 
Barrage de Lemrouj, un trésor à plusieurs facettes
Les habitants du village Akentas dans la commune de Feraoun ont réalisé une retenue collinaire au lieudit Lemrouj. Sa capacité est de 16 000 m3, indique Mohamed Haroun, le président de l’APC de ladite localité.
“C’est une réserve d’eau pluviale importante, réaménagée par nos villageois, alors que de notre côté, nous avons mis à leur disposition des moyens nécessaires à la construction de la digue fluviale”, souligne notre interlocuteur, expliquant qu’”il s’agit là d’un projet qui va développer l’agriculture locale et assurer une réserve de ce précieux liquide pour l’alimentation des foyers”.
L’édile local a rappelé que ce barrage existait depuis les années 1990 et a même connu à cette époque un certain réaménagement, mais qui n’avait pas duré longtemps, la digue n’ayant pas tenue devant de forts courants d’eau.
Aujourd’hui, devant les besoins en eau, aussi bien des ménages que pour l’agriculture, les jeunes du village n’ont ménagé aucun effort pour réhabiliter ce petit barrage et fortifier sa digue, tout en améliorant sa capacité. Depuis, des jardins potagers ont poussé autour de ce grand bassin.
“C’est une véritable valeur ajoutée pour nos familles, surtout quand on voit les prix des légumes et fruits dans les marchés”, dira un villageois d’Akentas, propriétaire d’une parcelle de terrain mitoyenne du barrage. Les habitants ne se sont pas limités à l’agriculture. Ils ont introduit une espèce de poisson en vue de sa reproduction pour pouvoir créer d’ici quelques années l’activité de la pêche au niveau de cet espace aquatique. 
Le barrage de Lemrouj pourrait également servir au développement du tourisme de montagne. Les familles de plusieurs localités viennent passer des moments de détente et de repos en pleine nature dans cet écosystème, qui mérite protection.
La retenue collinaire de LAMROUJ village Akentas est réhabilitée par le mouvement associatif du village en 2018 par nos propres moyens et depuis chaque année on opère des travaux de renforcement et de stabilisation, dans le but de développer le tourisme et l'agriculture de montagne ainsi que l'environnement de la région.
Le reste à faire est le projet d'aménagement des piste menant vers la zone, 
L'extension en amont de la retenue 
le soutènement de la digue, la clôture de la retenue et l'aménagement de sa placette.
Classement au niveau de la wilaya comme zone humide 
 »
— Nadir Touati, Article paru dans le journal Liberté-Algérie